# Герман Флорштедт
Артур Герман Флорштедт (нім. Arthur Hermann Florstedt; 18 лютого 1895 — 15 квітня 1945) — німецький офіцер, штандартенфюрер СС (20 квітня 1938). 

## Біографія
З 1 квітня 1934 року — командир 73-го штандарта СС «Центральна Франконія» (Ансбах). З травня 1935 по березень 1936 року — командир 14-го кавалерійського штандарта СС (Карлсруе), одночасно з серпня 1935 по березень 1936 року — кавалерійського абшніта СС «Південний Захід» (Дрезден). У 1939 році переведений в підрозділи «Мертва голова» концтабору Бухенвальд. У 1940-42 роках служив в концтаборі Заксенхаузен. У жовтні 1942 року призначений комендантом табору смерті Бухенвальд. У вересні 1943 року замінений і переведений у війська СС. Пізніше розкрилась участь Флорштедта у великих фінансових махінаціях в концтаборі. Був заарештований СД і страчений за вироком суду СС.

## Нагороди
- Залізний хрест 2-го класу[3]
- Медаль «За заслуги» (Веймар)[3]
- Почесний хрест ветерана війни з мечами